# Sexy Hot
Sexy Hot é um canal de televisão adulto brasileiro, comercializado como assinatura ou pay-per-view em operadoras de TV por assinatura. É o primeiro canal com conteúdo adulto (erótico e explícito) da televisão brasileira. A programação é direcionada para público hardcore e heterossexual. Exibe filmes pornográficos nacionais e estrangeiros, além de programas de produção própria.
Criado em 1996, é o único canal do grupo Playboy do Brasil Entretenimento feito no país, já que os outros (Playboy TV, Sextreme e Venus) são sediados na Argentina. Sua sede é no prédio do Grupo Globo no Rio de Janeiro.
O canal tem muita popularidade com o público feminino. Ainda em 2010, as mulheres já eram a maioria dos assinantes. Atualmente, elas são 54% dos assinantes do canal. A maior parte da equipe de produção também é de mulheres.